# Шостакович, Сергей Владимирович
Сергей Владимирович Шостакович (1902—1981) ― доктор исторических наук, кандидат юридических наук, профессор, заведующий кафедрой всеобщей истории Иркутского государственного университета.

## Биография
Родился Сергей Владимирович 4 июля 1902 года в Иркутске, воспитывался в семье известного ученого-геофизика Владимира Болеславовича Шостаковича.
В 1919 году окончил Иркутскую гимназию с золотой медалью, в дальнейшем в этом же году поступил на историко-филологический факультет ИГУ.
В 1925 году приобрёл специальность востоковеда-китаиста (китайский язык). В 1926 году по правовому и экономическому уклонам факультета права и хозяйства ИГУ приобрёл специализацию юриста по международному и хозяйственному праву.
Сергей Владимирович начал свою педагогическую работу на факультете права и хозяйства ИГУ. В 1931 году, после реорганизации университета в институты, вёл преподавание и занимал учебно-административные должности в институтах: советского строительства, советского права, советской торговли, финансово-экономическом, заочном юридическом.
В 1937 году стал преподавателем ряда дисциплин всеобщей истории в Педагогическом институте Иркутского государственного университета, также возглавлял одноименную кафедру. С 1940 года принимал активное участие в восстановлении исторической специальности в Иркутском университете, преподавал историю древнего мира, стран зарубежного Востока, разделы истории нового и новейшего времени.
В 1944 году создал кафедру всеобщей истории, которую до конца 1970-х годов заведовал ею. Вёл исследования в области истории международного права и международных отношений, востоковедения, античности. Является одним из основателей многих современных направлений педагогической и научной деятельности на историческом факультете ИГУ. В этом же году защитил кандидатскую диссертацию «Исторические корни отрицания германским фашизмом общепринятых законов и обычаев войны».
В 1949 году Сергей Владимирович внес существенный вклад в возрождение правоведческого образования в Иркутском университете и воссоздание его юридического факультета.
В 50-е годы одновременно с организационно-преподавательской работой на историческом факультете университета руководил кафедрой теории и истории государства и права юридического факультета ИГУ и читал курс истории государства и права.
В 1962 году защитил докторскую диссертацию «Дипломатическая деятельность А. С. Грибоедова». Занимался изучением вопросов русско-иранских отношений в XIX в., истории сопредельных с Россией стран Дальнего Востока (Монголия и Китай), проблем античной истории. Способствовал развитию в Иркутске спорта, являлся судьей республиканской категории по теннису и волейболу. Активный просветитель общества «Знание», бессменный председатель в библиотечном совете при Научной библиотеке Иркутского университета, член Совета Общества советско-польской дружбы с момента его возникновения. Награжден Орденом Ленина, медалями и почетными знаками СССР (в том числе медалью «За доблестный труд в Великой Отечественной войне 1941-1945 гг.»), а также наградами Монголии и Польши.

## Основные труды
- К вопросу об отмене экстерриториальности иностранцев в Китае. – Иркутск : Изд. тип. "Власть труда", 1926.–7 с.
- Политический строй и международно-правовое положение Танну-Тувы в прошлом и настоящем. – Иркутск : Изд. тип. "Власть труда", 1929. – 48 с.
- Покорение : стихи // Будущая Сибирь. – Иркутск, 1933. – Кн. 5. – С. 49.
- Освещение проблем колониальной политики Германии и Италии в школьном преподавании // Сов. педагогика. – 1942. – № 7. – С. 17-26.
- Исторические корни отрицания германским фашизмом общепринятых законов и обычаев войны : дис. ... канд. юрид. наук. – Иркутск, 1944. – 280 с.
- Против прогерманской трактовки некоторых вопросов древней истории // Тр. / Вост.-Сиб. ун-т. – Иркутск, 1944. – Т. 2, вып. 4. – С. 85-106.
- К вопросу об издольщине в Аттике : в порядке постановки проблемы // Тр. / Иркут. гос. ун-т. – Иркутск, 1948. – Т. 3 : Сер. ист.-филол., вып. 2. – С. 101-115.
- Англичане в Иране // Лит. газ. – 1951. – 10 июля (№ 81). – С. 4.
- Из истории английской агрессии на Ближнем и Среднем Востоке. Сколачивание британской дипломатией в первой половине XIX века антирусского ирано-турецкого блока // Учен. зап. / Иркут. пед. ин-т. – Иркутск, 1955. – Вып. 11 : Кафедра истории СССР и кафедра всеобщей истории. – С. 125-154.
- Неизвестное письмо Грибоедова // За науч. кадры. – 1955. – 5 нояб. (№ 33).
- Из истории английской экономической экспансии в Иране : Англо-иранская торговля в первые десятилетия XIX в. // Тр. / Иркут. гос. ун-т. – Иркутск, 1956. – Т. 12 : Сер. ист.-филол. – С. 54-82.
- Неизвестное письмо А. С. Грибоедова А. В. Всеволожскому // Тр. / Иркут. гос. ун-т. – Иркутск, 1956. – Т. 16 : Сер. ист.-филол., вып. 3. – С. 160-164.
- Новые материалы о Грибоедове // Новая Сибирь. – 1956. – Кн. 34. – С. 306-317.
- Происхождение "Реляции" о гибели грибоедовской миссии // Тр. / Иркут. гос. ун-т. – Иркутск, 1956. – Т. 16 : Сер. ист.-филол., вып. 3. – С. 149-159.
- Из архивных материалов об Александре Сергеевиче Грибоедове // Учен. зап. / Иркут. пед. ин-т. – Иркутск, 1958. – Вып. 16 : Кафедра марксизма-ленинизма, истории СССР и всеобщей истории. – С. 351-368.
- К истории искупительного посольства Хосров Мирзы. Из архивных материалов о грибоедовской миссии // Тр. / Иркут. гос. ун-т. – Иркутск, 1958. – Т. 25 : Сер. ист.-экон., вып. 1. – С. 149-168.
- О секретаре грибоедовской миссии Иване Сергеевиче Мальцове // Тр. / Иркут. гос. ун-т. – Иркутск, 1958. – Т. 25 : Сер. ист.-экон., вып. 1. – С. 137-147.
- Лермонтов и Николай I // Лит. газ. – 1959. – 13 окт. (№ 126). – С. 3.
- Дипломатическая деятельность А. С. Грибоедова. – М. : Соцэкгиз, 1960. – 295 с.
- Историко-филологический факультет Иркутского государственного университета им. А. А. Жданова // Вопр. истории. – 1960. – № 1. – С. 205-208. – Соавт.: Ф. А. Кудрявцев.
- К биографии Александра Сергеевича Грибоедова. Письмо полковника Л. Лазарева о Грибоедове // Краткие сообщения о научно-исследовательских работах за 1959 г. / Иркут. гос. ун-т. – Иркутск, 1961. – С. 154-156.
- Неизвестные портреты работы декабриста Н. А. Бестужева // Ангара. – 1961. – № 3. – С. 127-130.
- Николай I и "Дело о непозволительных стихах корнета Лермонтова" : новые материалы // Краткие сообщения о научно-исследовательских работах за 1959 г. / Иркут. гос. ун-т. – Иркутск, 1961. – С. 151-154.
- Дипломатическая поездка Али-Юз-Баши Карабагского к Аббас-Мирзе : из архивных материалов о миссии А. С. Грибоедова в Иране // Изв. АН Аз.ССР. Сер. обществ. наук. – 1962. – № 8. – С. 15-22.
- Грибоедов Александр Сергеевич // Советская историческая энциклопедия. – М., 1963. – Т. 4. – Стлб. 782-783.
- Борис Георгиевич Кубалов // Изв. Сиб. отд-ния АН СССР. Сер. обществ. наук. – 1966. – № 9. – С. 155-156. – Соавт.: С. Ф. Коваль, Ф. А. Кудрявцев, П. П. Хороших.
- Кровное дело советских историков // История СССР. – 1966. – № 4. – С. 3-8. – Соавт.: Н. Н. Воронин, М. Л. Ким, И. Л. Андронников, Л. В. Никулин, П. Ф. Максяев.
- К созданию Всероссийского общества охраны памятников истории и культуры.
- Туркманчайский договор 1828 // Советская историческая энциклопедия. – М., 1973. – Т. 14. – Стлб. 532.
- Ункяр-Искелесийский договор 1823 // Советская историческая энциклопедия. – М., 1973. – Т. 14. – Стлб. 828.
- Английская дипломатия и борьба вокруг престола в Иране в первой половине XIX в. // Вопросы истории международных отношений и колониальной политики : [сб. ст.]. – Иркутск, 1974. – Вып. 1. – С. 45-69.
- Сказание о Пелопидах. К истории становления патриархальной семьи в Древней Греции. – Иркутск : Вост.-Сиб. кн. изд-во, 1975. – 55 с.

## Публикации о С. В. Шостаковиче
- Шостакович С. В. – доктор исторических наук // Иркут. ун-т. – 1968. – 18 февр.
- Аршинская Г. Н. Сергей Владимирович Шостакович : 70 лет со дня рождения / Г. Н. Аршинская // Родное Прибайкалье. – Иркутск, 1972. – Вып. 2. – С. 46-48.
- Гранина А. Диапазон ученого / А. Гранина // Вост.-Сиб. правда. – 1972. – 29 окт.
- Олтаржевский В. П. Сергей Владимирович Шостакович / В. П. Олтаржевский // Восток в прошлом и настоящем : тез. докл. к регион. конф. Иркутск, 14-17 мая 1992 г. – Иркутск, 1992. – С. 3-5.
- Олтаржевский В. Уроки жизни профессора Шостаковича / В. Олтаржевский // Сов. молодежь. – 1992. – 2 июля. – С. 2.
- Грохольский А. Сказание о Шостаковиче / А. Грохольский // Иркутск. – 1998. – 21 дек. – С. 5.
- Шостакович Сергей Владимирович // Иркутский государственный университет (1918-1998) / сост. С. И. Кузнецов. – Иркутск, 1998. – Т. 3 : Ректоры, деканы, профессора. – С. 69-70.
- Андрейко Т. Шостаковичи для России и Польши / Т. Андрейко // Честное слово. – 1999. – № 2. – С. 4 ; № 3. – С. 7 ; № 4. – С. 7 ; № 5. – С. 7 ; № 6. – С. 7.
- Профессор С. В. Шостакович // Земля Иркутская. – 1999. – № 11. – С. 78 : фот.
- Шостакович Б. С. Университетская династия / Б. С. Шостакович ; беседовал В. Буханцов // Иркут. ун-т. – 2000. – 25 сент., № 7. – С. 3. Беседа профессора ИГУ Б. С. Шостаковича о роде Шостаковичей.
- Шостакович Б. С. Сергей Владимирович Шостакович : 100 лет со дня рождения / Б. С. Шостакович // Приангарье: годы, события, люди : календарь знаменат. и памятных дат Иркут. обл. на 2002 год. – Иркутск, 2001. – Вып. 35. – С. 154-157 : портр.
- Памяти профессора Сергея Владимировича Шостаковича : воспоминания и науч. ст. к 100-летию со дня рождения / редкол.: Г. Н. Новиков (гл. ред.), Г. И. Медведев, В. П. Олтаржевский, В. В. Яровой (отв. ред.) ; рец. А. В. Дулов. – Иркутск : Оттиск, 2002. – 304 с. : портр.